# セントラル・レールロード・オブ・ニュージャージー
セントラル・レールロード・オブ・ニュージャージー（英語: Central Railroad of New Jersey、報告記号はCNJ）、あるいはニュージャージー・セントラル鉄道、ニュージャージー中央鉄道、ジャージー・セントラル・ラインズ (Jersey Central Lines) は、1839年に発足し1976年に他の破綻したアメリカ合衆国北東部鉄道会社とともにコンレールに吸収されるまで存在した、アメリカ合衆国の一級鉄道である。その本線は、ジャージーシティから西へニュージャージー州を横断してフィリップスバーグへ至り、デラウェア川を渡ってペンシルベニア州のイーストンおよびスクラントンへと至っていた。また支線が南部ニュージャージー州からデラウェア湾へと至っていた。
セントラル・レールロード・オブ・ニュージャージーは、フィラデルフィア・アンド・レディング鉄道（レディング鉄道）に1883年に買収された。これはのちに撤回されたが、レディング鉄道はセントラル・レールロード・オブ・ニュージャージーに対して大きな影響を及ぼし続け、この鉄道をニューヨークに到達するターミナルとして使用していた。
ジャージーシティのリバティ州立公園は、かつてのセントラル・レールロード・オブ・ニュージャージーのターミナル駅、セントラル・レールロード・オブ・ニュージャージー駅（コミュニポー駅、Communipaw Terminal）の敷地を含んでいる。

## 歴史

### 草創期
エリザベスタウン・アンド・サマービル鉄道 (Elizabethtown and Somerville Railroad) は1831年2月9日にニューアーク湾沿いのエリザベス（蒸気船に乗り換えてニューヨークへ連絡している）から西へサマービルまでの路線特許を得た。プレインフィールドまでの路線は1839年3月に開通し、ニュージャージー鉄道とエリザベスで接続していた。さらなる延長工事により西へ1840年にダンエレンへ、バウンド・ブルックの少し東までは1841年に、そして1842年にサマービルへ到達した。
サマービル・アンド・イーストン鉄道 (Somerville and Easton Railroad) はこの路線を西へイーストンまで延長するために、1847年2月26日に路線特許を受けた。ホワイトハウスまでの最初の延伸区間は1848年に開通し、エリザベスタウン・アンド・サマービル鉄道へ貸し出された。1849年2月11日にエリザベスタウン・アンド・サマービル鉄道がサマービル・アンド・イーストン鉄道を買収し、2月26日付で両社は合併してセントラル・レールロード・オブ・ニュージャージーとなった。

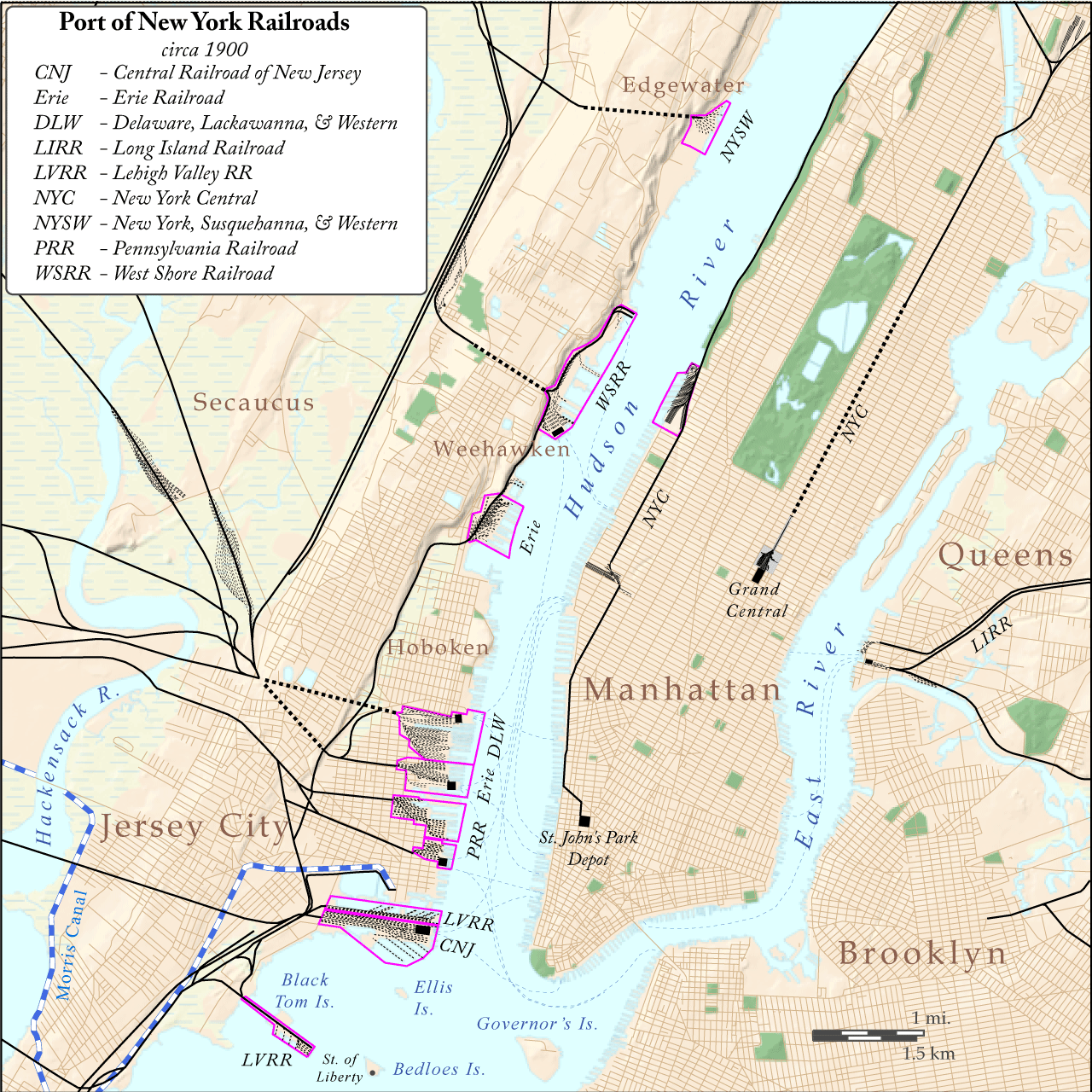
ニューヨーク周辺におけるセントラル・レールロード・オブ・ニュージャージーおよびその他のターミナル駅、1900年頃

フィリップスバーグまでの残りの線は1852年に開通し、リーハイ・バレー鉄道がデラウェア川に架けたイーストン橋の上の階を通ってイーストンに達した。同時にリーハイ・バレー鉄道からの石炭輸送列車がセントラル・レールロード・オブ・ニュージャージーの線路をエリザベスまで走るようになった。ハンプトンで合流するデラウェア・ラッカワナ・アンド・ウェスタン鉄道とも同様の運行を1856年5月27日から開始した。広軌のデラウェア・ラッカワナ・アンド・ウェスタン鉄道の列車が標準軌のセントラル・レールロード・オブ・ニュージャージー線を走るために、三線軌条を導入する必要があった。
1859年12月1日、セントラル・レールロード・オブ・ニュージャージーは、ジャージーシティにあるニュージャージー鉄道のエクスチェンジ・プレイス駅まで乗り入れるように契約を結んだ。この運行は12月19日から始まり、デラウェア・ラッカワナ・アンド・ウェスタン鉄道の列車用の三線軌条も用意された。
セントラル・レールロード・オブ・ニュージャージー傘下のサウス・ブランチ鉄道 (South Branch Railroad) はサマービルから分岐してフレミントンまでの支線を1864年7月1日に開通させた。ジャージーシティにおける自社のターミナル、セントラル・レールロード・オブ・ニュージャージー駅（コミュニポー駅）までのCRRNJニューアーク・ベイ橋を含む延伸区間は1864年7月29日に開通し、ニューヨークのコートランド通りまでのフェリーに乗り換えられるようになった。これに伴いニュージャージー鉄道への乗り入れを打ち切った。1869年7月23日にはニューアーク・アンド・ニューヨーク鉄道が開通し、ニューアークの市街地からセントラル・レールロード・オブ・ニュージャージーのジャージーシティにおけるターミナル駅までの直線ルートとなった。エリザベスポートで分岐して北へニューアーク・アンド・ニューヨーク鉄道のニューアークまでを結ぶニューアーク支線は1872年6月7日に開通した。

### 延伸

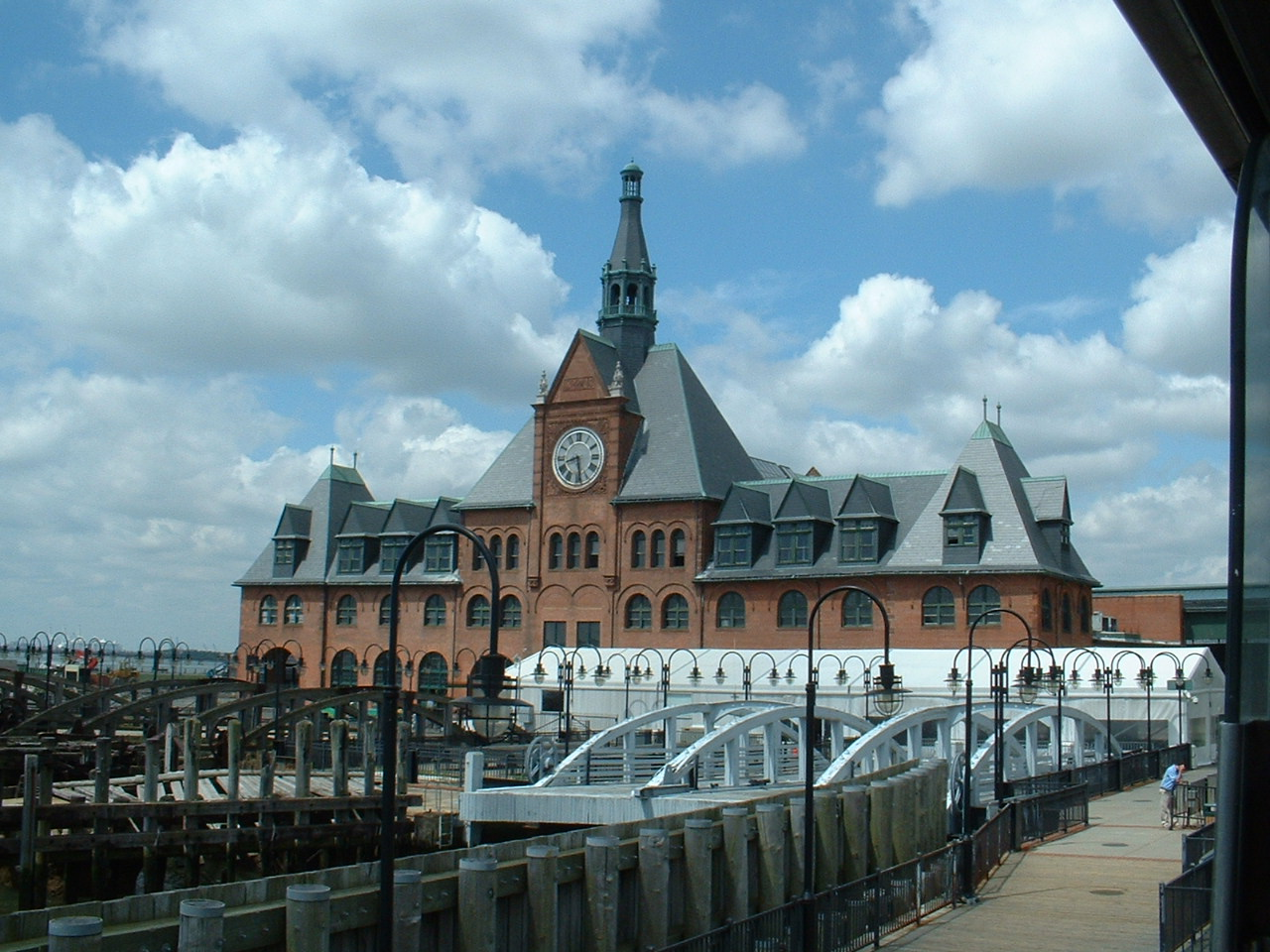
ジャージーシティのセントラル・レールロード・オブ・ニュージャージー駅（コミュニポー駅）

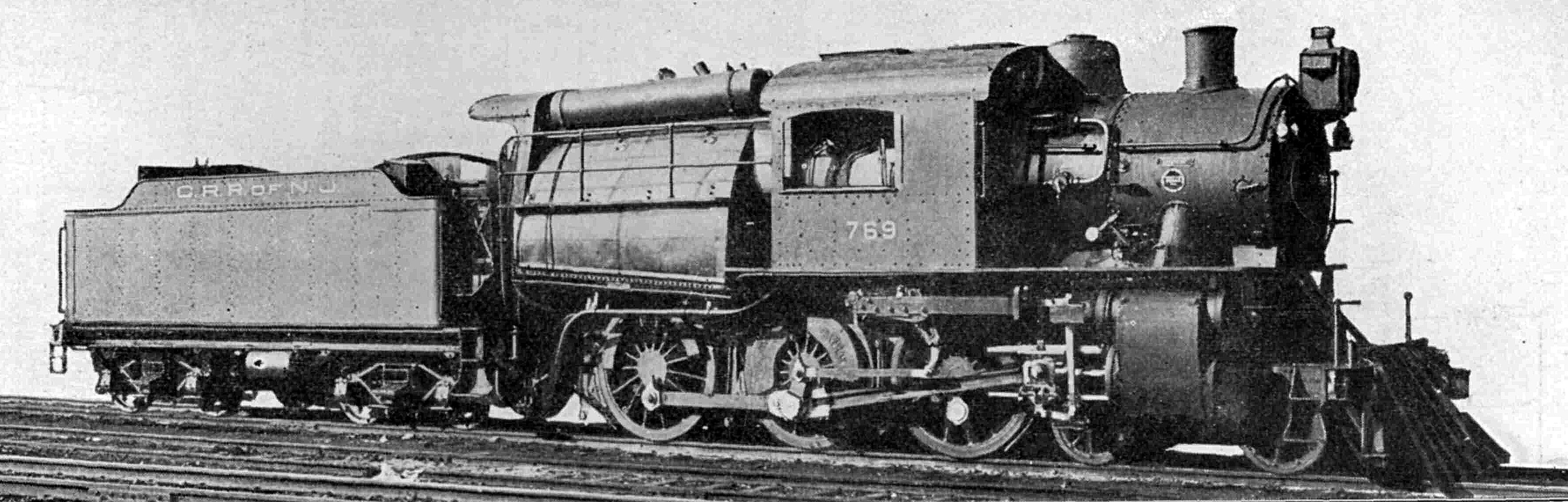
ボールドウィン・ロコモティブ・ワークス製セントラル・レールロード・オブ・ニュージャージー向けキャメルバック式蒸気機関車、1920年代

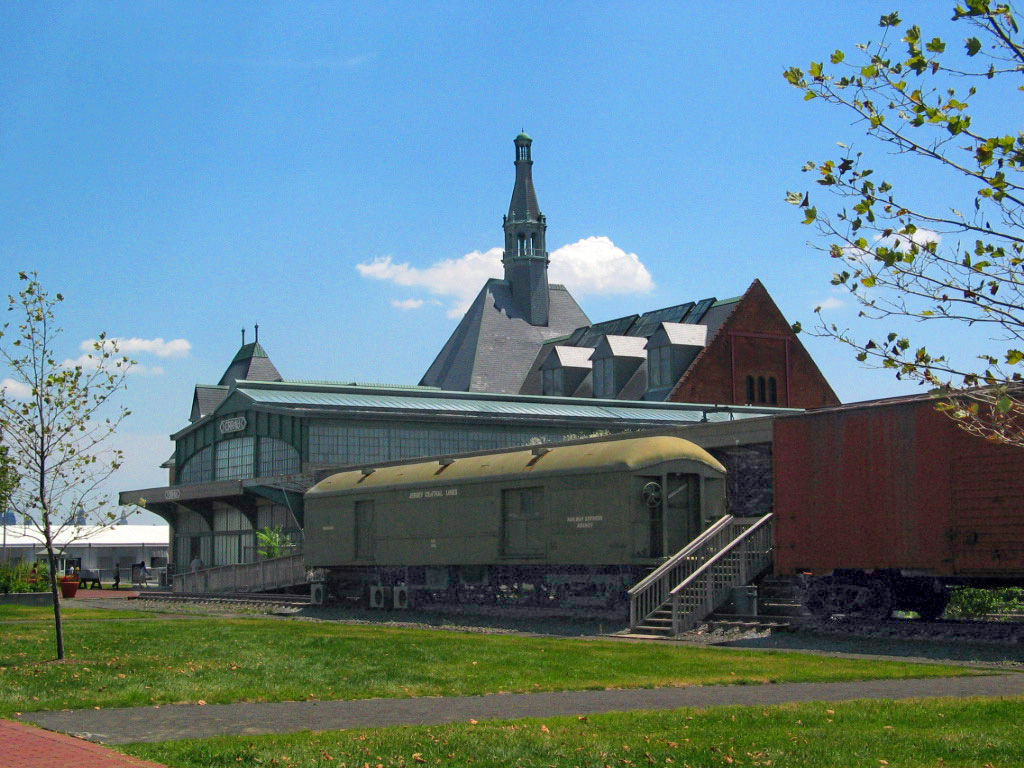
コミュニポー駅裏側

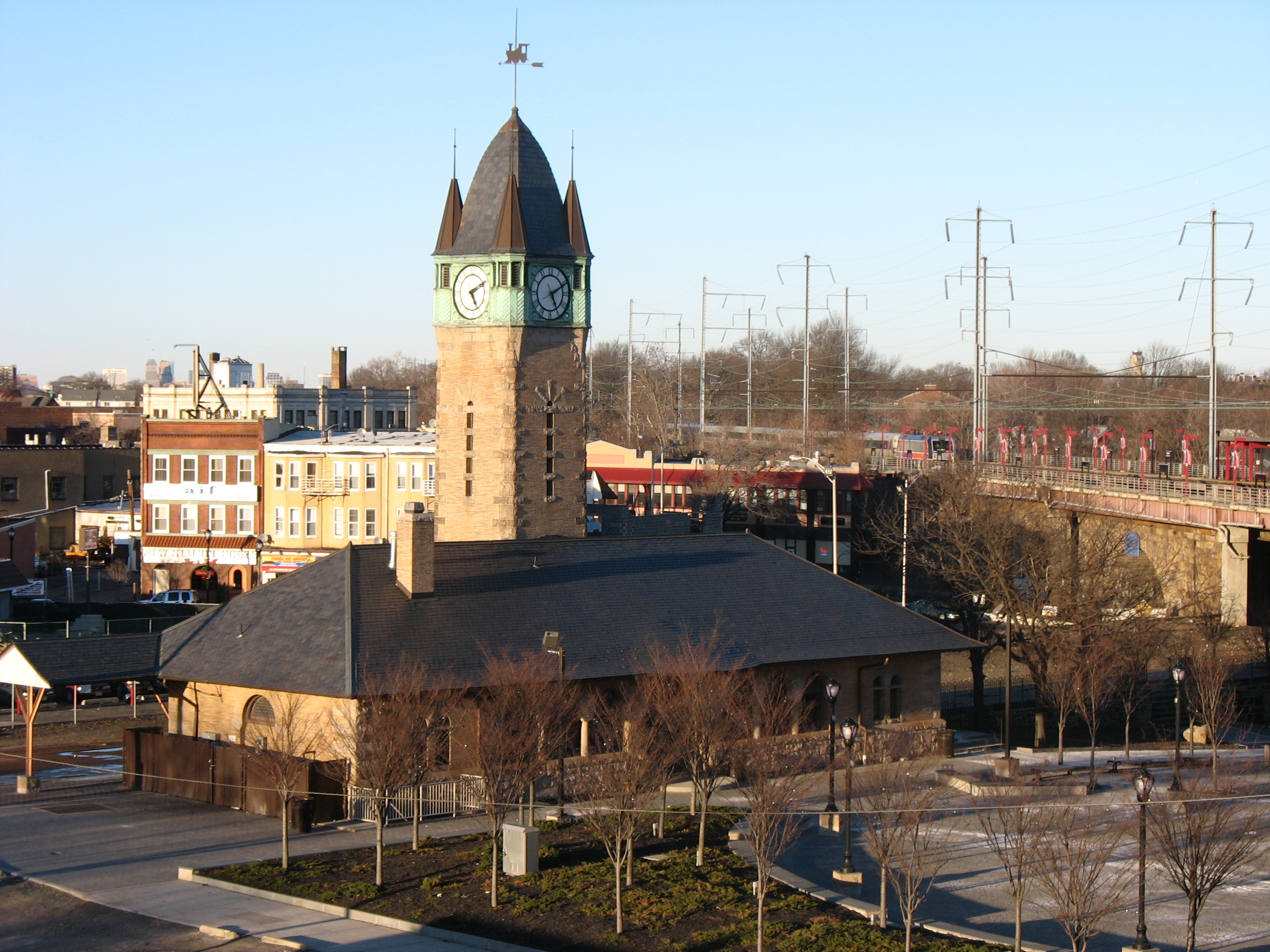
エリザベスの駅、レストランとバーになっている

1873年10月6日、セントラル・レールロード・オブ・ニュージャージーはパースアンボイから南東へロング・ブランチまでの路線を建設していた、ニューヨーク・アンド・ロング・ブランチ鉄道を借り受けた。同時にエリザベスポートからパース・アンボイまでのパース・アンボイ・アンド・エリザベスポート鉄道も建設中であった。ペンシルバニア鉄道の傘下のパース・アンボイ・アンド・ウッドブリッジ鉄道との交差問題がこじれ、1872年4月には、ペンシルバニア鉄道が建設を妨害することを中止する裁判所からの命令が出るほどになった。このパース・アンボイ・アンド・ウッドブリッジ鉄道はセントラル・レールロード・オブ・ニュージャージーがこの年後半に買収することになった。ロング・ブランチまでの全線は1875年9月7日に開通し、のちに他社の買収により南へ延長されて1881年にベイ・ヘッドへ到達した。1882年にセントラル・レールロード・オブ・ニュージャージーとペンシルバニア鉄道は、ペンシルバニア鉄道に対してパース・アンボイ・アンド・エリザベスポート鉄道上でパース・アンボイ・アンド・ウッドブリッジ鉄道との交差点から南端のラリタン川の橋までの区間で線路使用権を認めることで合意した。
セントラル・レールロード・オブ・ニュージャージーはドーバー・アンド・ロッカウェイ鉄道を1881年4月26日から990年間借り受ける契約を結んだ。またオグデン・マイン鉄道についても1882年1月1日から999年間の借り受け契約を結んだ。ハイバーニア・マイン鉄道については1890年10月1日から20年間借り受け、少なくとも1回は20年間借り受けを更新する契約を結んだ。
1901年にレディング鉄道がセントラル・レールロード・オブ・ニュージャージーを支配下におさめた。これはコンレール発足の1976年4月1日まで続いた。
1917年末、以下の会社がセントラル・レールロード・オブ・ニュージャージーに吸収された。
- ブエナ・ビスタ鉄道 (Buena Vista Railroad)
- カーテレット・アンド・スウォレン鉄道 (Carteret and Sewaren Railroad)
- カーテレット・エクステンション鉄道 (Carteret Extension Railroad)
- カンバーランド・アンド・モーリス・リバー鉄道 (Cumberland and Maurice River Railroad)
- カンバーランド・アンド・モーリス・リバー・エクステンション鉄道 (Cumberland and Maurice River Extension Railroad)
- エリザベス・エクステンション鉄道 (Elizabeth Extension Railroad)
- フリーホールド・アンド・アトランティック・ハイランズ鉄道 (Freehold and Atlantic Highlands Railroad)
- ラファイエット鉄道 (Lafayette Railroad)
- マニュファクチャラーズ・エクステンション鉄道 (Manufacturers' Extension Railroad)
- ミドル・ブルック鉄道 (Middle Brook Railroad)
- ニュージャージー・ターミナル鉄道 (New Jersey Terminal Railroad)
- ニュージャージー・サザン鉄道（英語版）
- ナベシンク鉄道 (Navesink Railroad)
- パセーイク・リバー・エクステンション鉄道 (Passaic River Extension Railroad)
- ラリタン・ノース・ショア鉄道 (Raritan North Shore Railroad)
- サウンド・ショア鉄道 (Sound Shore Railroad)
- トムズ・リバー鉄道（英語版）
- トムズ・リバー・アンド・バーナゲット鉄道 (Toms River and Barnegat Railroad)
- バインランド鉄道 (Vineland Railroad)
- バインランド・ブランチ鉄道 (Vineland Branch Railway)
- ウェスト・サイド・コネクティング鉄道 (West Side Connecting Railroad)
- ウェスト・エンド鉄道 (West End Railroad)

アメリカン・ロコモティブが1924年に製造した、初めて実用的に成功したディーゼル機関車は、セントラル・レールロード・オブ・ニュージャージー向けのものであった。
1929年にセントラル・レールロード・オブ・ニュージャージーは有名な列車、ジャージーシティとアトランティックシティを結ぶブルー・コメットの運行を開始した。この列車は1941年まで運行された。
州際通商委員会は1930年2月4日付で、セントラル・レールロード・オブ・ニュージャージーがワートン・アンド・ノーザン鉄道 (Wharton and Northern Railroad) とマウント・ホープ・ミネラル鉄道 (Mount Hope Mineral Railroad) を買収することを承認した。
ハイバーニア・マイン鉄道は1930年11月25日にセントラル・レールロード・オブ・ニュージャージーに吸収された。

### 衰退

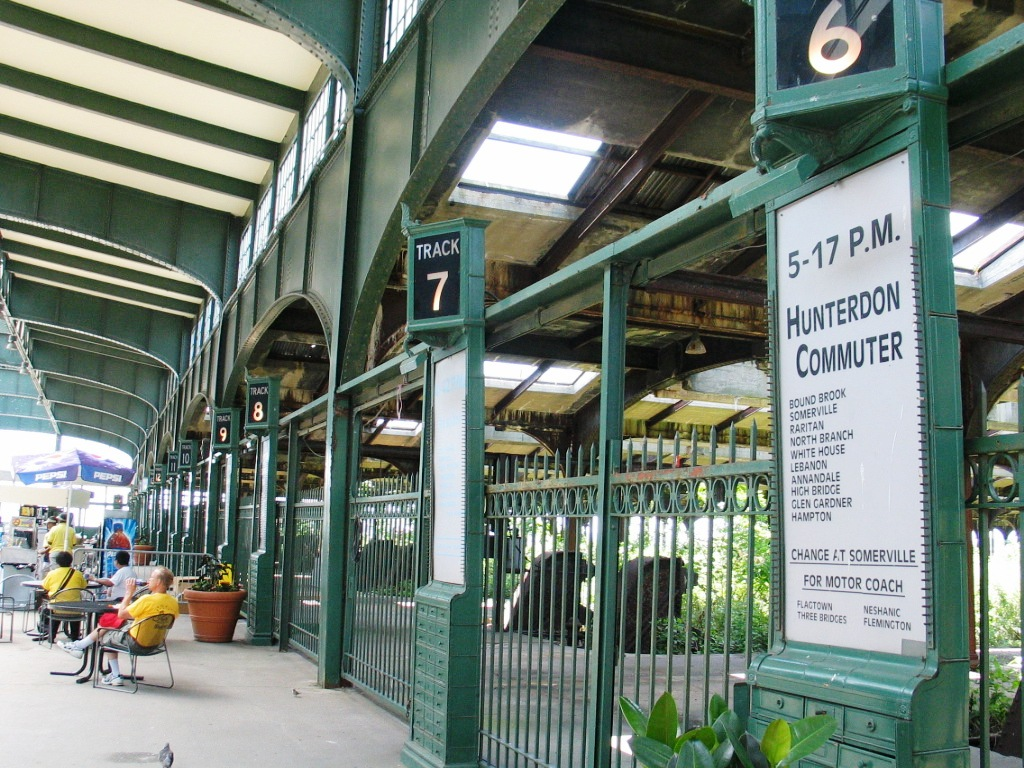
セントラル・レールロード・オブ・ニュージャージー駅のコンコースと掲示板、廃止された路線とは柵で仕切られている

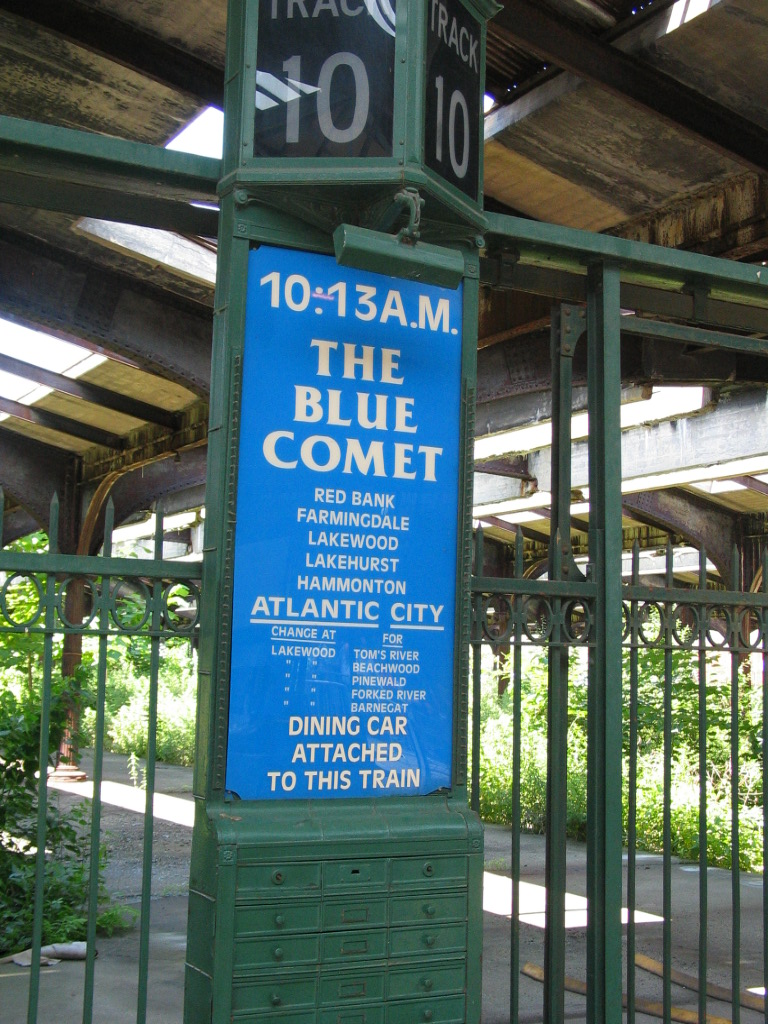
ブルー・コメットの掲示の再現

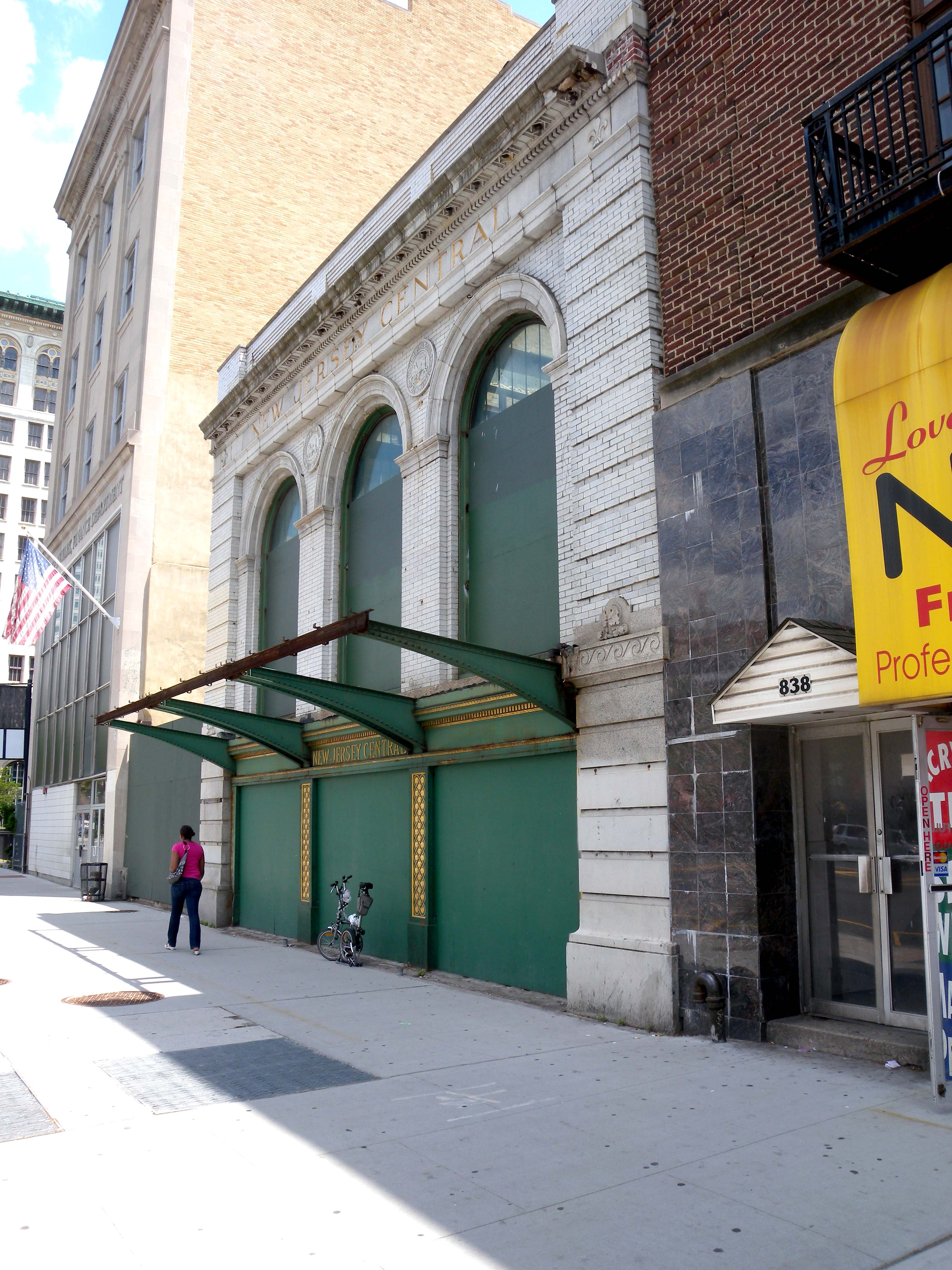
ニューアークのラファイエット・ストリート駅

1935年6月6日、州際通商委員会はオグデン・マイン鉄道の廃止を承認した。
1961年、セントラル・レールロード・オブ・ニュージャージーはリーハイ炭鉱汽船から、清算されるリーハイ・アンド・ニューイングランド鉄道のうち2区間を購入した。この区間はリーハイ・アンド・ニューイングランド・レールウェイとなり、炭鉱とレディング鉄道を結ぶランスフォード - タマクア間と、セメント工場とセントラル・レールロード・オブ・ニュージャージーおよびリーハイ・バレー鉄道を結ぶベスレヘムとバスおよびマーティンズ・クリークを結ぶ路線となった。
ハドソン川からスクラントンまでリーハイ・バレー鉄道と並行しており、貨物輸送、特に無煙炭輸送において激しい競争となっていた。通勤輸送が多くかつ貨物輸送の距離が短いため、何度も倒産を繰り返してきた。もう1つの問題としては会社の規模であり、大きな競合会社が輸送を奪っていく傾向にあった。1967年についに最後の倒産を宣告された。1972年にペンシルベニア州における運行がすべて終了し、ペンシルベニア州内の残りの路線はリーハイ・バレー鉄道が引き取った。当時、セントラル・レールロード・オブ・ニュージャージーはエリー・ラッカワナ鉄道と共同貨物営業を始めており、ジャージーシティとスクラントンの間でセントラル・レールロード・オブ・ニュージャージーのハイ・ブリッジ支線を経由するように列車を運転していた。ニュージャージー州が、州内のみで運行している鉄道会社に対して重税を課していたことが、セントラル・レールロード・オブ・ニュージャージーの経営をさらに悪化させた。ひどい財務状況のため、1976年4月1日にコンレールに移管された。コンレールとの合併後、ニュージャージー州は旧セントラル・レールロード・オブ・ニュージャージーの路線のうちコンレールによって不要とされたものの廃止を承認した。この中でも有名なのは、1967年に始まったアルデン計画の一環であったが、アルデン以東の複々線の本線のほとんどと、ニューアーク湾に架かる橋で、こちらは1980年代初期に撤去された。しかし、かつてのセントラル・レールロード・オブ・ニュージャージー線のうち、ラリタン・バレー線とノースー・ジャージー・コースト線などは残されて、通勤路線としてニュージャージー・トランジットが運行するようになった。
鉄道事業を手放したセントラル・レールロード・オブ・ニュージャージーという企業自体は、1979年に清算が完了してセントラル・ジャージー・インダストリーズ（のちにCJIインダストリーズ）として再建された。この会社は1986年に最終的に包装会社のトライアングル・インダストリーズに合併されている。